# Lista över fornlämningar i Oskarshamns kommun
Lista över fornlämningar i Oskarshamns kommun är en förteckning av ett urval av de fornlämningar som finns i Oskarshamns kommun.

## Döderhult
Se Lista över fornlämningar i Oskarshamns kommun (Döderhult)

## Kristdala
Se Lista över fornlämningar i Oskarshamns kommun (Kristdala)

## Misterhult
Se Lista över fornlämningar i Oskarshamns kommun (Misterhult, stensättningar)
Se Lista över fornlämningar i Oskarshamns kommun (Misterhult, övriga)

## Oskarshamn
Se Lista över fornlämningar i Oskarshamns kommun (Oskarshamn)